# 한진희 (1949년)
한진희(韓振熙, 1949년 3월 14일~)는 대한민국의 배우이자 연극인이다.

## 생애
서울 종로구 통인동에서 출생하여 지난날 한때 경기도 용인에서 잠시 유아기를 보낸 적이 있다. 만20세 시절 연극배우로 첫 데뷔에 이어 같은 해 1969년 TBC 동양방송 공채 탤런트 9기로 정식 데뷔하였다. 
1970년대 당시에 178cm의 큰 키 때문에 약 5년 여 남짓 무명 생활을 하다가 1976년 TBC 주말연속극 《결혼행진곡》을 통해 스타덤에 올랐고 1980년대 멜로드라마의 단골 주인공으로 활동하였다. 1990년에 TV방송연기자협회 회장을 역임하였다. MBC TV 드라마 《전원일기》에서 증조할머니 역을 연기한 정애란의 맏사위이기도 하다.

## 작품 활동

### 드라마
- 2022년 KBS2 수목드라마 《미남당》 ... 최 박사 역 (특별출연)
- 2022년 TV조선 주말 미니시리즈 《결혼작사 이혼작곡 3》...서 회장 역
- 2020년 tvN 월화드라마 《청춘기록》...사민기 역
- 2019년 MBC 주말 특별기획 《두 번은 없다》 ... 나왕삼 역
- 2017년 MBC 일일연속극 《전생에 웬수들》 ... 최태평 역
- 2015년 MBC 아침드라마 《내일도 승리》 ... 서동천 역
- 2015년 SBS 드라마스페셜 《리멤버 - 아들의 전쟁》 ... 남일호 역
- 2014년 MBC 일일특별기획드라마 《압구정 백야》 ... 조장훈 역
- 2014년 SBS 특별기획 《미녀의 탄생》 ... 이정식 역
- 2014년 tvN 월화드라마 《고교처세왕》 ... 유재국 역
- 2014년 MBC 주말드라마 《왔다! 장보리》 ... 이동후 역
- 2013년 SBS 특별기획 《세 번 결혼하는 여자》 ... 오병식 역
- 2013년 SBS 아침연속극 《두 여자의 방》 ... 민동철 역
- 2013년 MBC 주말드라마 《금 나와라, 뚝딱!》 ... 박순상 역
- 2012년 JTBC 주말 특별기획드라마 《무자식 상팔자》
- 2012년 SBS 특별기획 《청담동 앨리스》 ... 차일남 역
- 2012년 MBC 일일연속극 《오자룡이 간다》 ... 오만수 역
- 2012년 MBC 수목미니시리즈 《보고싶다》 ... 한태준 역
- 2011년 MBN 일일시트콤 《왔어 왔어 제대로 왔어》 ... 김굴지 역
- 2011년 SBS 아침연속극 《태양의 신부》 ... 이강로 역
- 2011년 MBC 수목미니시리즈 《최고의 사랑》 ... 구자철 역
- 2011년 SBS 특별기획 《신기생뎐》 ... 금어산 역
- 2010년 KBS1 특별기획 대하드라마 《근초고왕》 ... 계왕(부여준) 역
- 2010년 MBC 주말연속극 《글로리아》 ... 하만수 역
- 2010년 SBS 창사10주년 특별기획드라마 《인생은 아름다워》 ... 지혜 생부 역
- 2009년 SBS 월화드라마 《천사의 유혹》 ... 신우섭 역
- 2009년 MBC 특별기획 주말드라마 《보석비빔밥》 ... 궁상식 역
- 2009년 SBS 아침연속극 《녹색마차》 ... 윤성근 역
- 2009년 KBS1 일일연속극 《집으로 가는 길》 ... 한대훈 역
- 2008년 KBS2 HD 특별기획드라마 《바람의 나라》 ... 대소 역
- 2008년 SBS 일일드라마 《애자 언니 민자》 ... 박장현 역
- 2007년 MBC 아침드라마 《그래도 좋아!》 ... 윤일중 역
- 2007년 SBS 특별기획 《조강지처 클럽》 ... 한심한 역
- 2006년 SBS 특별기획 《게임의 여왕》 ... 강재호 역
- 2006년 KBS1 TV소설 《순옥이》 ... 박충길 역
- 2006년 KBS1 일일연속극 《열아홉 순정》 ... 박동국 역
- 2006년 MBC 아침드라마 《이제 사랑은 끝났다》 ... 윤방언 역
- 2005년 KBS2 주말연속극 《슬픔이여 안녕》 ... 박일호 역
- 2005년 SBS 특별기획 《그린 로즈》 ... 오 회장 역
- 2004년 MBC 일일연속극 《왕꽃 선녀님》 ... 문희강 역
- 2004년 SBS 드라마스페셜 《섬마을 선생님》 ... 양낙철 역
- 2004년 KBS2 주말연속극 《애정의 조건》 ... 강한걸 역
- 2003년 SBS 특별기획 《완전한 사랑》 ... 소정 부 역
- 2003년 KBS1 일일연속극 《백만송이 장미》 ... 오인환 역
- 2003년 KBS2 아침드라마 《장미 울타리》 ... 김정만 역
- 2003년 KBS2 주말연속극 《저 푸른 초원 위에》 ... 성준만 역
- 2002년 KBS1 일일연속극 《당신 옆이 좋아》 ... 한근수 역
- 2002년 KBS2 드라마스페셜 주말연속극 《내사랑 누굴까》 ... 차명환 역
- 2002년 MBC 아침드라마 《황금마차》 ... 이찬명 역
- 2002년 SBS 드라마스페셜 《지금은 연애중》 ... 호정 아빠 역
- 2001년 MBC 일일연속극 《결혼의 법칙》 ... 송내복 역
- 2001년 KBS1 일일연속극 《사랑은 이런거야》 ... 박병두 역
- 2001년 MBC 미니시리즈 《호텔리어》 ... 한강유통 김복만 회장 역
- 2001년 KBS2 미니시리즈 《미나》 ... 금복 역
- 2001년 KBS2 미니시리즈 《비단향꽃무》 ... 승조 부 김성태 역
- 2001년 KBS2 아침드라마 《꽃밭에서》 ... 한재섭 역
- 2000년 KBS2 미니시리즈 《바보같은 사랑》 ... 이한방 역
- 2000년 MBC 아침드라마 《사랑할수록》 ... 송학도 역
- 2000년 SBS 창사특집극 《은사시나무》
- 1999년 KBS2 주말연속극 《사랑하세요?》 ... 임선우 역
- 1999년 MBC 아침드라마 《아름다운 선택》 ... 안빈 역
- 1999년 SBS 일일드라마 《당신은 누구시길래》 ... 동정태 역
- 1998년 KBS1 일일연속극 《내사랑 내곁에》 ... 도상순 역
- 1998년 KBS2 아침드라마 《사랑해서 미안해》
- 1998년 KBS2 미니시리즈 《킬리만자로의 표범》 ... 김상기 역
- 1998년 KBS2 미니시리즈 《거짓말》
- 1998년 KBS2 건국50주년 특별기획드라마 주말연속극 《야망의 전설》 ... 박창식 역
- 1998년 SBS 주말극장 《사랑해 사랑해》 ... 이완호 역
- 1997년 SBS 일일드라마 《미아리 일번지》 ... 김동만 역
- 1997년 SBS 월화드라마 《사랑하니까》 ... 옹상옥 역
- 1997년 SBS 일일드라마 《행복은 우리 가슴에》 ... 남승진 역
- 1997년 KBS2 미니시리즈 《프로포즈》 ... 정건영 역
- 1997년 KBS2 방송 70년 KBS 50년 특별기획드라마 주말연속극 《파랑새는 있다》 ... 앤디 김 역
- 1997년 MBC 청춘시트콤 《남자 셋 여자 셋》
- 1996년 SBS 일일시트콤 《아빠는 시장님》 ... 민선 시장 역
- 1996년 MBC 주말연속극 《사랑한다면》 ... 김성찬 역
- 1996년 SBS 아침연속극 《때로는 타인처럼》 ... 박도일 역
- 1996년 KBS2 아침드라마 《파리공원의 아침》 ... 신현수 역
- 1996년 MBC 미니시리즈 《이혼하지 않는 이유》 ... 김영세 역
- 1995년 KBS2 주말연속극 《목욕탕집 남자들》... 한대희 역
- 1995년 SBS 주간시트콤 《LA아리랑》
- 1995년 SBS 아침연속극 《그대 목소리》 ... 장승렬 역
- 1995년 KBS1 일일연속극 《바람은 불어도》 ... 황정택 역
- 1994년 MBC 3.1절특집 특별기획드라마 《맞수》 ... 김옥균 역
- 1994년 SBS 월화드라마 《작별》 ... 강신욱 역
- 1993년 MBC 일요시트콤 《김가 이가》 ... 이인규 역
- 1993년 KBS2 아침드라마 《사랑, 그리고 이별》 ... 박상호 역
- 1992년 MBC 수목드라마 《여자의 방》
- 1992년 KBS2 주말연속극 《사랑을 위하여》
- 1992년 KBS1 8.15특집극 《대리인》
- 1991년 KBS2 아침드라마 《그리고 흔들리는 배》 ... 배철수 역
- 1991년 KBS2 미니시리즈 《레테의 연가》 ... 승우 역
- 1991년 MBC 주말연속극 《산너머 저쪽》 ... 김준태 역
- 1990년 MBC 주말연속극 《몽실언니》 ... 몽실 부, 정만석 역
- 1990년 KBS2 미니시리즈 《우리가 사랑하는 죄인》
- 1990년 KBS2 청소년드라마 《사랑이 꽃피는 나무》 ... 시간강사 도형 역
- 1990년 KBS2 신년특집극 《구리반지》 ... 최 씨 역
- 1989년 KBS2 미니시리즈 《끝없는 사랑》 ... 김종배 역
- 1989년 KBS2 미니시리즈 《절반의 실패》
- 1989년 KBS1 일일연속극 《회전목마》
- 1989년 MBC 미니시리즈 《제5열》 ... 다비드 킴 역
- 1988년 KBS1 특집드라마 《1986년 9월의 비망록》
- 1988년 KBS2 주간드라마 《제7병동》
- 1987년 KBS2 주말연속극 《타인》 ... 준구 역
- 1987년 KBS1 일일연속극 《세월》
- 1986년 KBS2 주간연속사극 《길손》 ... 길손 역
- 1986년 KBS2 주말연속극 《내 마음 별과 같이》
- 1986년 KBS2 주말연속극 《초원에 뜨는 별》
- 1985년 KBS2 대하드라마 《젊은 그들》
- 1984년 KBS1 3.1절특집극 《객사》
- 1984년 KBS2 일일연속극 《가족》
- 1984년 KBS1 주간드라마 《불타는 바다》
- 1984년 KBS1 대하드라마 《독립문》 ... 송병준 역
- 1984년 KBS2 신년특집극 《탈선 춘향전》
- 1983년 KBS2 일일연속극 《엄마는 바빠요》
- 1983년 KBS2 주말연속극 《해빙》
- 1983년 KBS1 특집드라마 《어머님 날 낳으시고》
- 1982년 KBS1 일일연속극 《보통 사람들》
- 1982년 KBS1 특집드라마 《맥토》
- 1982년 KBS2 주간연속극 《아내》
- 1982년 KBS2 일일연속극 《천생연분》
- 1981년 KBS2 일일연속극 《무지개》
- 1981년 KBS2 일일연속극 《물망초》
- 1981년 KBS2 주말연속극 《환상의 공포》
- 1980년 TBC 주말연속극 《축복》
- 1980년 TBC 일일연속극 《휘청거리는 오후》
- 1979년 TBC 주말연속극 《고독한 관계》
- 1979년 TBC 《대춘향전》
- 1977년 TBC 《언약》
- 1976년 TBC 《결혼행진곡》
- 1976년 TBC 《맏며느리》
- 1975년 TBC 《옥피리》
- 1975년 TBC 《미화》
- 1975년 TBC 《형사》
- 1973년 TBC 《어머니》

### 연극
- 2006년 《러브레터》

### 영화
- 2004년 《어린 신부》 ... 상민 부 역
- 2001년 《엽기적인 그녀》 ... 그녀 부 역
- 1990년 《너는 나의 황홀한 지옥》 ... 현마 역
- 1989년 《여인파티》
- 1989년 《화춘》
- 1987년 《빙해》
- 1987년 《토요일은 밤이 없다》
- 1985년 《여자의 반란》 ... 민규 역
- 1984년 《사랑하는 사람아 3》
- 1984년 《그해 겨울은 따뜻했네》 ... 인제 역
- 1984년 《반노 2》
- 1983년 《사랑하는 사람아 2》
- 1983년 《아내》
- 1981년 《빙점 81》 ... 동원 역
- 1981년 《사랑하는 사람아》 ... 강세준 역
- 1981년 《여자가 울린 남자》 ... 동훈 역
- 1980년 《창밖의 여자》
- 1979년 《병태와 영자》
- 1979년 《가시를 삼킨 장미》
- 1979년 《광염 소나타》
- 1979년 《돌의 초상》
- 1979년 《청춘의 덫》
- 1978년 《절정》 ... 박 역
- 1978년 《O양의 아파트》 ... 진수 역
- 1977년 《아내에게 바치는 노래》 ... 수형 역
- 1977년 《표적》
- 1976년 《비정지대》
- 1974년 《멋진 사나이들》

### CF
- KT olleh (2013년)
- 동국제약 인사돌 (2003년 ~ 2005년)
- 동화약품 까스활명수 (1997년)
- 크라운제과 6년 홍삼 생기 (1996년)
- 제일모직 신사복 카디날 (1993년)
- 한화L&C 골든홈샤시 (1990년 ~ 1991년)
- 한화L&C 골든샤시 (1986)
- 제일모직 버킹검 (1978년 ~ 1979년)
- 제일합섬 하이쿨 (1977년)
- 오뚜기 오뚜기 카레, 오뚜기 마요네스(1970년대)

## TV 프로그램
- 1994년 《TV는 사랑을 싣고》 MC
- 1997년 《생방송 열린 스튜디오》 MC

## 라디오
- KBS 쿨FM 《음악앨범》 DJ

## 수상 경력
- 2013년 MBC 연기대상 공로상
- 2006년 제8회 KBS 바른언어상 특별상
- 1995년 KBS 연기대상 인기상 《바람은 불어도》
- 1994년 SBS 연기대상 남자 최우수연기상 《작별》
- 1979년 연극영화 TV예술상 인기상
- 1977년 제13회 백상예술대상 TV부문 남자 최우수연기상 《맏며느리》
- 1976년 TBC 연기대상
- 1975년 TBC 연기대상